# Gheorghe Ciuhandu
Gheorghe Ciuhandu (Timișoara, 15 giugno 1947) è un politico rumeno, sindaco di Timișoara dal 1996 al 2012. Nelle elezioni presidenziali del 2004 è stato candidato per il PNȚCD e si è classificato quinto ottenendo l'1,90% di preferenze.

## Studi
Nel 1965 si è diplomato al liceo Nikolaus Lenau di Timisoara, con insegnamento in lingua tedesca. Nel 1970 si è laureato all'Università Politecnica di Timișoara. Dal 1986 è ingegnere edile.

## Controversie
Nell'aprile 2015, la Corte d'appello di Timişoara ha emesso la sentenza finale nel fascicolo in cui il comune di Timişoara ha contestato il rapporto della Corte dei conti, che ha rilevato finanziamenti illegali della squadra di calcio Poli da Marian Iancu con quasi 30 milioni di lei. Tutte queste cose accaddero nel periodo in cui Gheorghe Ciuhandu era sindaco.